# Hans Ziegner-Gnüchtel
Hans Ziegner-Gnüchtel (* 19. April 1859 in Leipzig; † 3. Oktober 1926 in Dresden) war von 1896 bis 1906 Bürgermeister der Stadt Wilhelmshaven.

## Leben
Ziegner-Gnüchtel studierte zunächst Jura in Leipzig, wo er sich dem Corps Lusatia Leipzig anschloss, anschließend in Freiburg im Breisgau, wo er dem Corps Rhenania Freiburg beitrat, und zuletzt wieder in Leipzig. Verheiratet war er mit Eva Louise Lemke aus Leipzig.
Als promovierter Jurist wurde er nach Jahren voller Auseinandersetzungen im Wilhelmshavener Bürgervorsteherkollegium als Neutraler gewählt; er galt als Mann des Ausgleiches, liebenswürdig und korrekt.
Ihm zu Ehren benannte die Stadt Wilhelmshaven nach dem Ende seiner Amtszeit einen Ausflugsdampfer Dr. Ziegner-Gnüchtel. Das Schiff, ein so genannter städtischer Seebäderdampfer, wurde 1906 auf der Meyer Werft in Papenburg gebaut und fuhr überwiegend zwischen Wilhelmshaven und Eckwarderhörne, aber auch bis nach Helgoland. Im Volksmund wurde es „Ziegenknüppel“ genannt. Es wurde 1928 nach Rügen verkauft.
Nach seiner Zeit in Wilhelmshaven war Ziegner-Gnüchtel in Tharandt als Bürgermeister tätig, ehe er sich dort als Rechtsanwalt und Notar niederließ. Während des Ersten Weltkrieges arbeitete er zunächst als stellvertretender Landrat in Wittmund/Ostfriesland, anschließend in gleicher Position in Quedlinburg. In seinen letzten Lebensjahren war Ziegner-Gnüchtel als Rechtsberater des Verbandes sächsischer Grund- und Hausbesitzervereine in Dresden tätig.